# Novero
Novero war ein multinationales Unternehmen mit Niederlassungen in Europa, Nordamerika und Asien. Der Hauptsitz befand sich in Bochum, Deutschland. Novero entwickelte umfangreiche Kommunikationslösungen für die Automobilindustrie. Entstanden aus dem Management-Buy-out (MBO) der ehemaligen Automobilsparte von Nokia im Jahre 2008, belieferte Novero Kunden wie Audi, Bentley, BMW, DAF, Daimler, Ford of Europe, Jaguar Cars, Land Rover, Magneti Marelli, MAN, Škoda, Volkswagen und weitere.

## Geschichte
Entstanden aus dem Management-Buy-Out der ehemaligen Automobil-Sparte von Nokia im Jahre 2008, wuchs die Gesamtzahl der Angestellten auf fast 400 im Jahr 2012. Im Oktober 2012 wurde das deutsche Traditionsunternehmen Funkwerk Dabendorf übernommen, welches für Hochfrequenztechnologien und die Fahrzeugintegration mobiler Geräte bekannt ist. Hierzu zählen insbesondere kabelloses Laden, NFC und die patentierte Compenser-Technologie.
Als einer der führenden OEM-Produzenten im Automobilbereich führte Novero eine Reihe von innovativen Produkten ein, wie etwa eine in das Auto integrierte Bluetooth Multimedia-Freisprechanlage. Eine Weltpremiere gelang Novero im Bereich der Bluetooth-basierten Smartphone-Navigation im Auto. Danach erbrachte die Firma Lösungen im Bereich 3G-Autotelefone mit Internetzugang und eine Java/Android/Linux-Konnektivitätsbox für die Onlinenutzung von Telematikdiensten.

## Managementwechsel 2013
Mit dem ehemaligen Apple-Manager Freddie Geier als neuem CEO und einer Führungsmannschaft aus der Automotive-, IT und Telekommunikationsbranche konzentrierte sich Novero auf die Verschmelzung von Consumer Electronics und Automotive-Technologien.
Aktuelle Entwicklungen in der Automobilbranche wie drahtlose Software-Updates, Technologiestandards wie LTE, 802.11 oder Bluetooth Low Energy fanden in die Entwicklungen ebenso Eingang wie die Anpassung an spezifische Bedürfnisse der Fahrzeughersteller. 
Schwerpunktthema waren modulare Steuereinheiten (Gateways) für hochsicheren Datentransfer. Novero Gateways dienten unter anderem zur Fernbedienung, -diagnose und -wartung von Fahrzeugen sowie zur Nachverfolgung und Beurteilung des Fahrverhaltens. Das Produktportfolio wurde ergänzt durch Komforttechnologien für mobile Endgeräte im Fahrzeug, wie beispielsweise kabelloses Laden und die Bereitstellung bestmöglichen Empfangs im Fahrzeuginneren mit Hilfe patentierter Hochfrequenztechnologien und Antennenkopplung.
Im Dezember 2015 wurde Novero an den Antennenspezialisten Laird  verkauft.